# 愛してる、愛してない
『愛してる、愛してない』（あいしてる、あいしてない、原題:사랑한다, 사랑하지 않는다／Come Rain, Come Shine）は、2011年の韓国映画。主演はヒョンビン、イム・スジョン。監督・脚本はイ・ユンギ。3月3日公開。
日本人小説家井上荒野の短編『帰れない猫』をベースとした作品で、別れを決めた1組のカップルの3時間を淡々と描く。

## ストーリー
結婚5年目のある日、出張に行く途中の車中で妻（イム・スジョン）は、唐突に夫（ヒョンビン）に別れを告げる。いきなりの彼女の言葉にも夫は逆上することなく、ただ淡々とその事実を受け入れていた。妻が家を出る日はひどい嵐で、ひょんなことから彼らの部屋に迷い込んで来た子猫を捜しに、仲がいい隣人夫婦がやって来る。

## キャスト
- ヒョンビン：夫 ジソク（지석）役
- イム・スジョン：妻 ヨンシン（영신）役
- キム・ジス
- キム・ジュンギ
- ハ・ジョンウ：声の出演

## 興行成績
- 韓国国内累積観客数：66,233名（韓国映画協会調べ）
- 集計期間：2011年2月14日ー2011年12月1日

## 日本での上映
- 日本での公開は2013年03月16日。ヒョンビン除隊後初の主演作として宣伝されたが、TVドラマ『シークレット・ガーデン』（放送期間：2010年10月-2011年1月）の直前に撮影された作品である。
- コロナ禍の中、Netflix配信を通じて世界的な人気となったドラマ『愛の不時着』で再びヒョンビンブームが国内を席巻している情勢を受け、2020年11月22日東京池袋の名画座「新文芸坐」におけるオールナイト番組「ヒョンビン さらに光り輝いて」で、『コンフィデンシャル/共助』『ザ・ネゴシエーション』と共に本作品が日本の映画館で再上映されることが決定した[1]。

## エピソード
- 2011年2月14日ソウルで行われた試写会で、韓国軍海兵隊入隊を控えたヒョンビンは「役者人生の第一幕を終え、少しの間、休止符を打ちます。（映画祭で）良いものを見て感じる機会が訪れたことは大きな意味がある。スケジュールは多忙ですが、できるだけ楽しんできたい」と語った[2]。
- 第61回ベルリン国際映画祭のコンペティション部門に出品。監督と主演2人は2011年2月15日に出国。